# MUL 1
MUL 1, tidigare kallad Torpedo och Ångkranpråm n:o1, var Svenska flottans första för uppgiften byggda minutläggare, och det första fartyg som Kockums Mekaniska Verkstad byggde åt Svenska flottan.

## Karriär
Användandet av sjöminor i Svenska flottan inleddes 1863 och ökade i omfattning under 1860- och 1870-talen, varför det även uppstod ett behov av särskilda fartyg för att lägga ut minor. För att täcka upp detta behov beställdes nio stycken ångkranpråmar från 1875 och framåt, av vilka Ångkranpråm n:o 1, beställd som Torpedo för en kostnad av 65 000 kronor, var den första.  Ångkranpråmarna ansågs mycket svårmanövrerade och "krävde stor skicklighet och bra samarbete mellan skeppare och maskinist för att framföra".
Ångkranpråm no:1 byggdes på Kockums Mekaniska Verkstad i Malmö, och levererades till Svenska flottan 15 oktober 1875. Hon förlades inledningsvis till Vaxholms fästning, men kom från 1902 fram till 1919 delvis att tjänstgöra vid Fårösunds kustposition. 1905 överfördes de nio ångkranpråmarna, Ångkranpråm n:o 1 inräknad, till Kustartilleriet, varför hon kom att tjänstgöra vid Gotlands kustartilleriregemente. År 1920 bytte ångkranpråmarna namn till MUL 1 till och med MUL 9, varför den tidigare Ångkranpråm n:o 1 fick namnet MUL 1.
MUL 1 utrangerades 1923, varefter hon användes som bomb- och torpedmål. Hon sänktes följaktligen också som målfartyg utanför S:t Olofsholm år 1958. Vraket är idag ett populärt dykmål.